# Byret
Byret är en lokal domstol i första instans i Danmark. Byretterne behandlar civilmål, brottmål, notarieärenden och skiftemål.
Danmark är sedan 1 januari 2007 indelat i 24 byretskretsar, efter att de tidigare var 82 till antalet.
Mål från byretterna kan överklagas till Danmarks två landsretter.